# Vancouver Nighthawks
I Vancouver Nighthawks sono stati una franchigia di pallacanestro della World Basketball League, con sede a Vancouver, nella Columbia Britannica, attivi nel 1988.
Disputarono una stagione nella WBL, scomparendo alla fine del campionato.

## Stagioni
| Stagione | Lega | Denominazione        | V  | P  | %    | Piazzamento | Play-off |
| -------- | ---- | -------------------- | -- | -- | ---- | ----------- | -------- |
| 1988     | WBL  | Vancouver Nighthawks | 18 | 36 | 33,3 | 6º          | -        |